# Mayesville (Caroline du Sud)
La ville de Mayesville est située dans le comté de Sumter, dans l’État de Caroline du Sud, aux États-Unis. Elle comptait 1 001 habitants lors du recensement de 2000.

## Source
- (en) Cet article est partiellement ou en totalité issu de l’article de Wikipédia en anglais intitulé « Mayesville, South Carolina » (voir la liste des auteurs).